# عمر آقان
عمر آقان (ترکی استانبولی: Ömer Ağan؛ زادهٔ ۸ اکتبر ۱۹۸۶، استانبول، ترکیه) یک مجری و تاجر اهل ترکیه است. او مؤسس برند دومینفورت، برندی در زمینه طراحی لباس، می‌باشد. عمر همچنین مدیر هماهنگ‌کننده در شبکهٔ بی‌زا تی‌وی است.